# Feist-Bénary-Reaktion

R^{1}, R^{2} = H, Alkylgruppe; R^{3} = Alkyl- oder Arylgruppe; R^{4} = Alkyl- oder Alkoxylgruppe; × = Cl, Br oder I

Die Feist-Bénary-Reaktion oder auch Feist-Bénary-Furan-Synthese ist eine Namensreaktion der organischen Chemie. Sie dient der Synthese von Furanderivaten. Unter der Reaktion versteht man eine durch eine Base katalysierte Kondensation von β-Dicarbonyl-Verbindungen mit α-Halogen-Carbonyl-Verbindungen. Als Base dient Ammoniak oder alternativ z. B. Pyridin. Die Reaktion wurde 1901 erstmals von dem deutschen Chemiker Franz Feist vorgestellt und 1911 von seinem Landsmann Erich Bénary weiter ausgearbeitet.

## Mechanismus
Die folgende Darstellung zeigt – basierend auf Literaturangaben – einen plausiblen Reaktionsmechanismus dieser Reaktion:

Reaktionsmechanismus der Feist-Bénary-Reaktion R^{1}, R^{2} = H, Alkylgruppe; R^{3} = Alkyl- oder Arylgruppe; R^{4} = Alkyl- oder Alkoxylgruppe;

Zunächst wird die β-Dicarbonyl-Verbindung 1 unter Einwirkung einer Base – hier Ammoniak – deprotoniert. Es findet ein Protonentransfer statt, sodass sich das Enol 2 bildet. Dieses greift nun die Carbonylgruppe der α-Halogen-Carbonylverbindung 3 an. Es bildet sich die Carbonylverbindung 4. Über eine Zwischenstufe wird Chlorwasserstoff abgespalten und es bildet sich das Dihydrofuranol 5.
Unter Wasserabspaltung entsteht aus 5 schließlich unter Aromatisierung das Furanderivat 6.